# Helena Emingerová

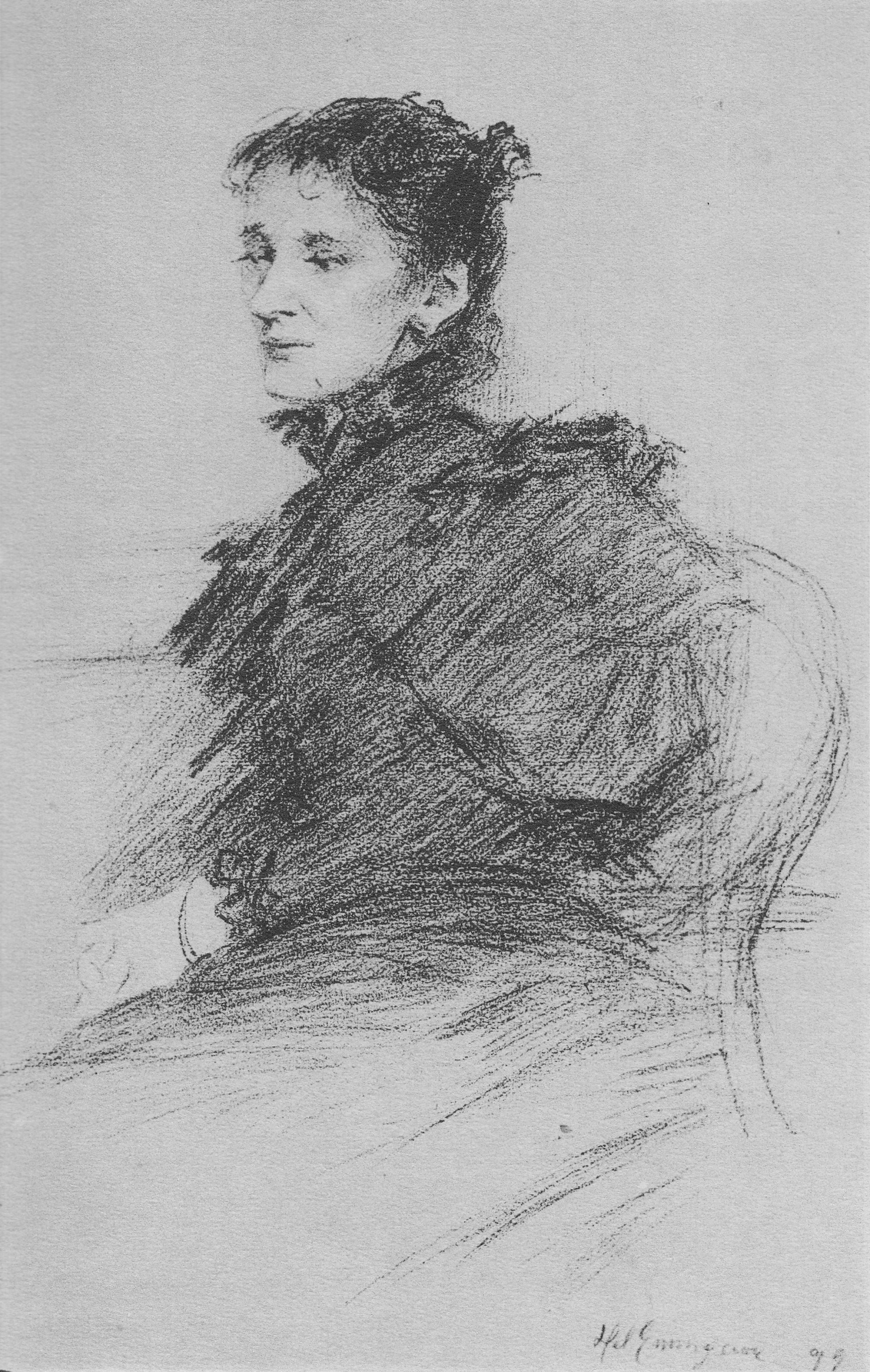
Porträt der Schriftstellerin Marie Kalasová von Helena Emingerová

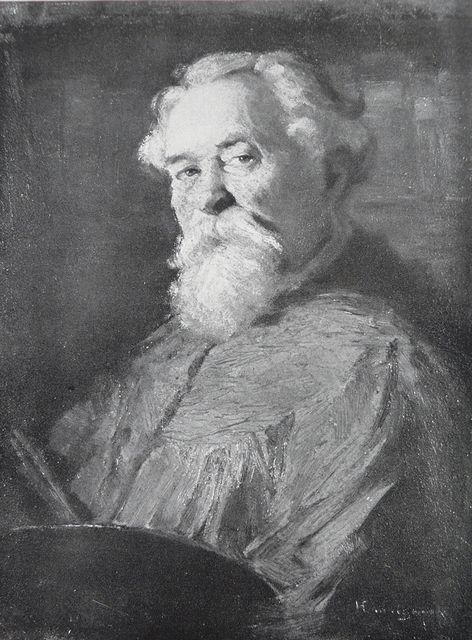
Porträt des Malers Karel Javůrek von Helena Emingerová

Helena Emingerová (* 17. August 1858 in Prag; † 4. August 1943 ebenda) war eine tschechische Malerin, Grafikerin und Illustratorin. Sie arbeitete auch unter dem Pseudonym Holanová A.

## Leben
Helena Emingerová wurde am 17. August 1858 in Prag als Tochter des Juristen Jan Eminger und seiner Ehefrau Julie Emingerová geboren. Ihre um zwei Jahre ältere Schwester Kateřina Emingerová war Komponistin und Pianistin. 
Helena Emingerová studierte Malerei bei Karel Javůrek in Prag sowie Guillaume Courtois und Filippo Colarossi in Paris. Ihre Werke präsentierte sie öffentlich erstmals im Jahr 1879 im Rahmen einer Ausstellung von Karl Javůrek.
1896 studierte sie in München Radierung bei Maximilian Dasio und Zeichnen bei Wilhelm Dürr. Von 1898 bis 1905 war sie Mitglied des Vereins der bildenden Künste Mánes. 1908 nahm sie an der Jubiläumsausstellung von Karel Javůrek in Prag und 1940 an einer Ausstellung in der Galerie Hollar in Prag teil. 
Sie wurde damit eine Vorreiterin der modernen Grafik in Tschechien. Sie arbeitete vor allem mit Kaltnadelradierungen. Mit ihren fein ausgeführten, kleinformatigen Porträts, Hirtenszenen und Kinderkopfstudien verhalf sie der Lithografie zu einer Renaissance. 
Bekannt sind ihre Porträts der Schriftstellerin Marie Kalašová, des Schriftstellers František Xaver Šalda und des Malers Karel Javůrek.